# Arado SC I
Arado SC I là một loại máy bay huấn luyện hai tầng cánh, được phát triển ở Đức trong thập niên 1920.

## Tính năng kỹ chiến thuật
Đặc điểm tổng quát
- Kíp lái: 2
- Chiều dài: 9.70 m (31 ft 10 in)
- Sải cánh: 12.92 m (42 ft 3 in)
- Chiều cao: 3.10 m (10 ft 2 in)
- Diện tích cánh: 29.3 m2 (315 ft2)
- Trọng lượng rỗng: 1.000 kg (2.205 lb)
- Trọng lượng có tải: 1.500 kg (3.309 lb)
- Powerplant: 1 × BMW IV, 170 kW (230 hp)

Hiệu suất bay
- Vận tốc cực đại: 180 km/h (110 mph)
- Trần bay: 5.200 m (17.100 ft)